# Spiralornamentik

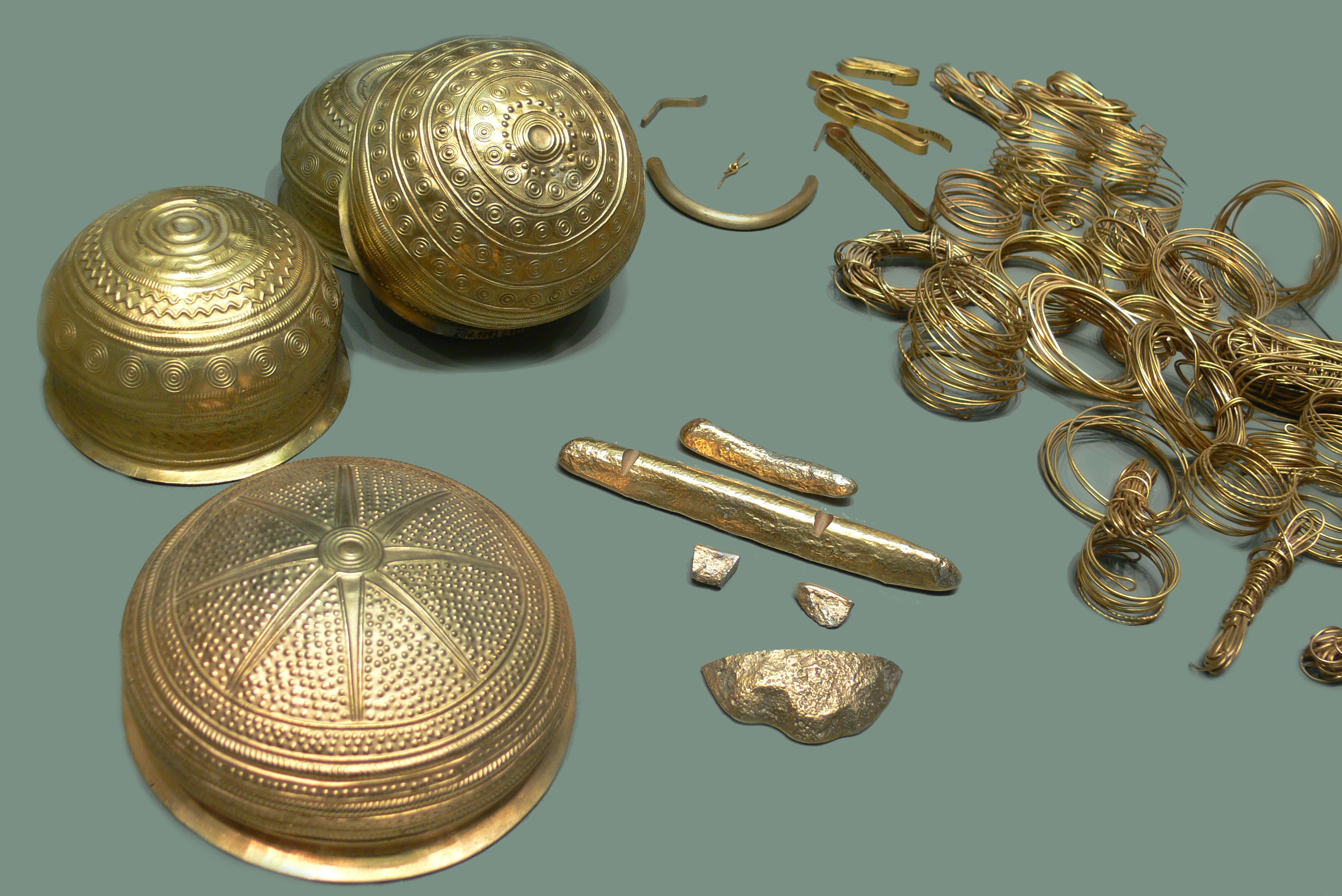
Spiralornamentik med flera dekorelement förekommer på dessa repliker av guldföremål från bronsåldern i Tyskland

Spiralornamentik är ett av bronsålderns viktigaste ornamentmotiv. Den förekommer tidigt i Grekland varifrån den troligen spreds norrut. Spiralornamentik dominerar under period II (1.500-1.300 f Kr) i nordisk bronsålder, Montelius periodindelning. 
Spiralornamentik förekommer bland annat på fibulor, tutuli och guldhalskragar.